# Hyalinobatrachium pellucidum
Hyalinobatrachium pellucidum (Lynch and Duellman, 1973), nota anche come rana di vetro, è un anfibio anuro appartenente alla famiglia Centrolenidae.
È così chiamata per la sua pelle, che è trasparente a causa della mancanza di pigmento, a tal punto da permettere di scorgere i suoi organi interni.

## Distribuzione e habitat
È endemica dell'Ecuador. Il suo habitat naturale è costituito da foreste umide tropicali o subtropicali.

## Conservazione
La specie è considerata prossima alla minaccia (Near Threatened) per la scomparsa del proprio habitat, nonostante alcuni programmi scientifici di conservazione contribuiscano a salvaguardarla.